# Granbacken, Eskilstuna kommun
Granbacken är en bebyggelse väster om Torshälla och Eskilstunaån i Eskilstuna kommun. Från 2015 avgränsar SCB här en småort.